# فضای مینکوفسکی

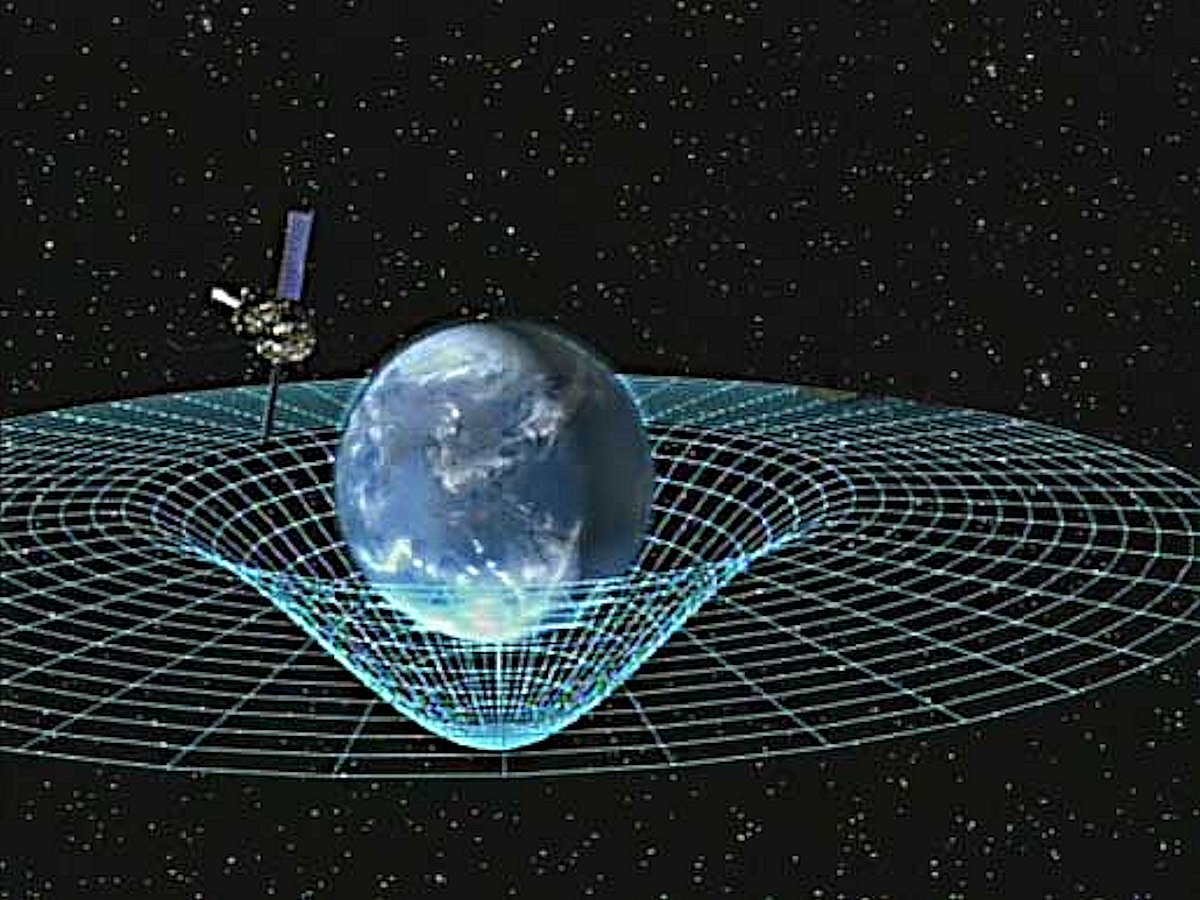
فضازمان مینکوفسکی

فضای مینکوفسکی(به انگلیسی: Minkowski space) یا فضازمان مینکوفسکی (که به افتخار ریاضی‌دان معروف هرمان مینکوفسکی نامیده شده‌است.) در فیزیک و ریاضیات، یک تنظیم ریاضی است که اکثر نسبیت خاص آلبرت اینشتین به شکل آن فرمول‌بندی شده‌است و عبارتست از در نظر گرفتن زمان به عنوان بعد چهارم. در فضای مینکوفسکی به جای بردارها از نمادگذاری چهاربردارها استفاده می‌شود.